# Deansgrange
Deansgrange (Gráinseach an Déin en Irlandais) est une ville de banlieue au sud de Dublin, située à un carrefour entre Dún Laoghaire et Foxrock.

## Géographie
Le carrefour est bordé par le centre commercial desservant des lotissements environnants à faible densité. La route R827 passe à travers Deansgrange suivant un axe nord-est - sud-ouest, de  Blackrock à Cabinteely. 

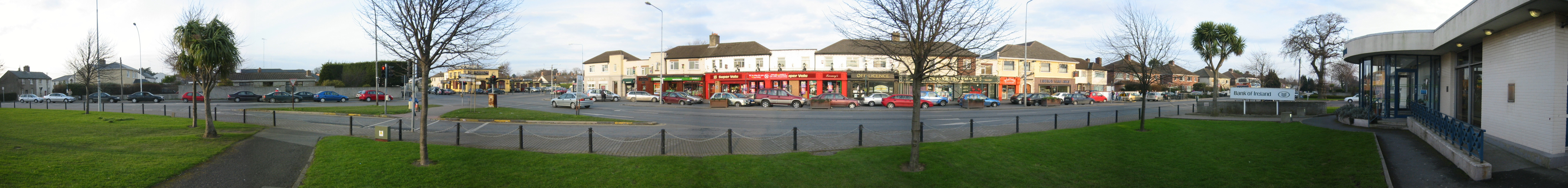
Zone commerciale à Deansgrange.

Au sud du carrefour se trouve Clonkeen Road menant à Clonkeen College, tandis qu'au nord se trouve Deansgrange Road menant à Deans Grange Cemetery. Kill Lane se prolonge à l'est (jusqu'au carrefour Baker's Corner et Kill of the Grange) et à l'ouest (jusqu'à Foxrock).

## Cimetière
Le cimetière de Deansgrange est, avec le Glasnevin et Mount Jerome, l'un des plus grands cimetières de Dublin. C'est la dernière demeure de nombreuses personnalités, parmi lesquelles Edith Best, Flann O'Brien, le comte John McCormack, Frank O'Connor, Robert Lloyd Praeger, Seán Lemass, Dermot Morgan, et le prix Nobel Ernest Walton.